# Julio Peña
Julio Peña (Madrid, 18 de junio de 1912-Málaga, 26 de julio de 1972) fue un actor español.

## Biografía
Nacido el 18 de junio de 1912 en Madrid en el seno de una familia de artistas, era hijo del actor Ramón Peña, en cuya Compañía se integra en 1928, desde donde pasaría a la del Teatro Infanta Isabel de Madrid.
Debuta en el cine en 1930 con Doña Mentiras, y un año después se traslada a Hollywood, donde permanece cuatro años, grabando versiones en español de películas inicialmente rodadas para el púbico anglosajón.
De regreso a España, y una vez finalizada la Guerra Civil retoma su carrera, compaginando cine y teatro. Su momento de máximo esplendor en la gran pantalla coincide con la década de los años cuarenta, en la que trabaja a las órdenes de los directores más prestigiosos del momento como Benito Perojo, Edgar Neville, Rafael Gil, José Luis Sáenz de Heredia o Juan de Orduña.
De esa época datan títulos que incluyen  María de la O (1936), Los hijos de la noche (1939), Marianela (1940), La malquerida (1940), Correo de Indias (1942), Tierra sedienta (1945), Un drama nuevo (1946), Serenata española (1947) o Confidencia (1947).
Tras contraer matrimonio en 1953 con la actriz Susana Canales, a la que habría conocido en el rodaje de Sangre en Castilla, ambos forman su propia compañía teatral y su carrera cinematográfica comienza a quedar relegada a papeles de reparto, en muchos casos y durante los años 1960, en coproducciones y Spaghetti Western. Otros de sus trabajos fueron en las películas Punto y banca de 1961 y El noveno mandamiento de 1963, ambas de Enrique Carreras, y Pampa salvaje, de 1966 y dirigida por Hugo Fregonese.
Murió repentinamente a finales de julio de 1972, a los sesenta años de edad, en Marbella, donde pasaba unos días de descanso, después de participar en la película Pánico en el Transiberiano. Fue enterrado en el cementerio de Marbella.